# Chatturat (huyện)
Chatturat (tiếng Thái: จัตุรัส) là một huyện (amphoe) thuộc tỉnh Chaiyaphum, đông bắc Thái Lan.

## Lịch sử
Phraya Narin Songkhram (Thongkham) đã lãnh đạo dân từ Viêng Chăn đến lập một thị xã mới Mueang Narai, nơi ngày nay là Tambon Joho, Mueang Nakhon Ratchasima. Sau đó họ đã đến một hồ vuông màu mỡ và ở đó và đặt tên cho thị xã mới là Ban Si Mum. Nay đây là Ban Sa Si Mum, Tambon Ban Kok. Năm 1826 Phraya Narin Songkhram đã dời trung tâm của thị xã về phía bắc đến Tambon Nong Bua Yai, cách phố cũ khoảng 8 km.

## Địa lý
Các huyện giáp ranh (từ phía bắc theo chiều kim đồng hồ) là Ban Khwao, Noen Sa-nga của tỉnh Chaiyaphum, Phra Thong Kham và Dan Khun Thot của tỉnh Nakhon Ratchasima, và Bamnet Narong, Sap Yai và Nong Bua Rawe của tỉnh Chaiyaphum.

## Hành chính
Huyện này được chia thành 9 phó huyện (tambon), các đơn vị này lại được chia thành 115 làng (muban). Nong Bua Khok có tư cách thị trấn (thesaban tambon).
| Số TT | Tên           | Tên tiếng Thái | Số làng |  |
| ----- | ------------- | -------------- | ------- |  |
| 1.    | Ban Kok       | บ้านกอก         | 17      |  |
| 2.    | Nong Bua Ban  | หนองบัวบาน      | 10      |  |
| 3.    | Ban Kham      | บ้านขาม         | 12      |  |
| 5.    | Kut Nam Sai   | กุดน้ำใส         | 14      |  |
| 6.    | Nong Don      | กุดน้ำใส         | 11      |  |
| 7.    | Lahan         | ละหาน          | 18      |  |
| 10.   | Nong Bua Yai  | หนองบัวใหญ่      | 9       |  |
| 11.   | Nong Bua Khok | หนองบัวโคก      | 11      |  |
| 13.   | Sompoi        | ส้มป่อย          | 13      |  |

Các con số mất là tambon nay tạo nên Noen Sa-nga và Sap Yai